# Super Trouper (песня)
Эта статья о песне ABBA, об одноимённом альбоме см. Super Trouper.
«Super Trouper» (рабочее название: «Blinka lilla stjärna») — песня шведской группы ABBA, заглавный трек их альбома 1980 года Super Trouper, написанный Бенни Андерссоном и Бьорном Ульвеусом, вокал — Анни-Фрид Лингстад. Для одноимённого альбома песня записывалась в последнюю очередь. «Super Trouper» также включён в компиляцию ABBA Gold: Greatest Hits и программу мюзикла Mamma Mia!.
Название «Super Trouper» восходит к марке прожекторов, использовавшихся на концертах под открытым небом и тому подобных массовых мероприятиях. Хорошо известно, что ABBA не особенно любили разъезжать по гастролям, предпочитая спокойную обстановку студии; это находит отражение в тексте песни, который, в типичном стиле ABBA, преподносится как светлый и оптимистичный, но имеет в себе оттенок грусти.
«Super Trouper» явился очередным успешным синглом для ABBA, став девятым и последним № 1 синглом группы в Великобритании, также заняв первые строчки чартов в Ирландии, Бельгии, Нидерландах и Западной Германии. Топ-5 покорился этой песне в Норвегии, Швейцарии, Австрии, Мексике, Франции и Финляндии. В США, где ABBA так никогда и не удалось достичь уровня популярности, близкого к мировому, сингл стал лишь № 45; тем не менее, вместе с «Lay All Your Love on Me» и «On and On and On», песне удалось возглавить чарт Hot Dance Club Play.

## Позиции в чартах
| Чарт (1980)                      | Высшая позиция |
| -------------------------------- | -------------- |
| Belgian Singles Chart            | 1              |
| Dutch Singles Chart              | 1              |
| German Singles Chart             | 1              |
| Irish Singles Chart              | 1              |
| UK Singles Chart                 | 1              |
| Eurochart Hot 100 Singles        | 1              |
| Norwegian VG-lista Singles Chart | 2              |
| Austrian Singles Chart           | 3              |
| Swiss Singles Chart              | 3              |
| French IFOP Singles Chart        | 4              |
| Finnish Singles Chart            | 5              |
| Spanish Singles Chart            | 8              |
| Swedish Singles Chart            | 11             |
| U.S. Billboard Hot 100           | 45             |
| Australian ARIA Singles Chart    | 77             |

## Кавер-версии

### Версия A*Teens
«Super Trouper» — второй сингл с дебютного альбома шведской группы A*Teens «The ABBA Generation». Он не повторил громкого успеха предыдущего сингла «Mamma Mia», однако сумел достичь второй строчки шведского хит-парада — это был единственный случай, когда в первой десятке находились сразу две песни A*Teens. За месяц продаж в Швеции сингл стал «платиновым».
Видеоклип на песню (режиссёр — Себастьян Рид) появился на шведских музыкальных каналах в июле 1999 года. В нём обыграна популярность группы после успеха «Mamma Mia». В центре сюжета — 7-8-летняя девочка, являющаяся фанаткой A*Teens, в результате чего группа присутствует в повседневной жизни всех членов её семьи.
«Super Trouper» был первым синглом, вышедшим после смены A*Teens названия (поначалу группа называлась ABBA Teens).

#### Список композиций
Макси-сингл, европейская версия:
1. Super Trouper (Radio Version) — 3:52
2. Super Trouper (Super Super Remix) — 8:58
3. Super Trouper (Pinocchio Remix) — 5:08
4. Super Trouper (Extended Version) — 6:05

#### Хит-парады
| Страна         | Позиция |
| -------------- | ------- |
| Австрия        | 11      |
| Бельгия        | 31      |
| Великобритания | 21      |
| Германия       | 4       |
| Нидерланды     | 11      |
| Норвегия       | 15      |
| Швейцария      | 18      |
| Швеция         | 2       |

Custard Super Trouper

## Резонанс в СССР
Радиоведущий Русской службы Би-би-си Сева Новгородцев, представляя советским слушателям диск Super Trouper, посвятил заглавную песню этого альбома советским десантникам, отличникам боевой и политической подготовки. Смысл шутки состоял в том, что английские слова trouper (член труппы) и trooper (рядовой кавалерии) являются омофонами; последнее может быть истолковано как сокращённое paratrooper (десантник). На самом деле ни о каких десантниках в той песне речь не шла: песня о прожекторе (марки Super Trouper, ставшей нарицательной) и нелёгкой судьбе артистов, и никакого намёка на политику там не было. Однако в то время уже шла война в Афганистане, поэтому группа «АББА», исполнившая песню, в которой якобы осуждалась эта война, тут же стала опальной у советских вождей. Разговоры о возможных гастролях в СССР шведского квартета прекратились, как впоследствии оказалось, навсегда.